# Klaudia Jedlińska
Klaudia Jedlińska (* 9. Februar 2000 in Bełchatów) ist eine polnische Fußballspielerin.

## Karriere

### Vereine
Jedlińska begann beim UKS SMS Łódź, einem Sportverein einer Schule für Sportförderung, mit dem Fußballspielen. Im Alter von 17 Jahren rückte sie in die erste Mannschaft auf, der sie sechs Jahre lang in der Kobiety Ekstraliga angehören sollte. In den letzten drei Saisonen bestritt sie 59 Punktspiele, in denen sie 32 Tore erzielte und 2022 die Meisterschaft, 2023 den nationalen Vereinspokal gewann.
Mit ihrer Verpflichtung am 30. Juni 2023 gehörte sie von 2023 bis 2025 dem französischen Verein FCO Dijon an, für den sie in der höchsten Spielklasse, der Division 1 Féminine, 37 Punktspiele bestritt und 15 Tore erzielte. In der Folgesaison gelangen ihr zehn Tore in 19 Punktspielen.
Im Sommer 2025 wechselte sie zum Ligakonkurrenten Paris FC.

### Nationalmannschaft
Jedlińska debütierte als Nationalspielerin für den PZPN in der U19-Nationalmannschaft. Sie bestritt zunächst drei Spiele der EM-Qualifikationsgruppe 12 der ersten Qualifikationsrunde. Als Gruppensieger scheiterte ihre Mannschaft in der anschließenden Eliterunde. Im zweiten Anlauf kam sie von Oktober 2018 bis April 2019 in jeweils drei EM-Qualifikationsspielen der ersten und zweiten Qualifikationsrunde zum Einsatz.
Für die U23-Nationalmannschaft kam sie am 19. Juni 2023 in Pruszków beim 2:1-Sieg im Freundschaftsländerspiel gegen die Nationalmannschaft Vietnams zum Einsatz.
Seit April 2021 spielt sie für die A-Nationalmannschaft. In den Qualifikationsspielen zur Europameisterschaft 2025 kam sie zum Einsatz; die Mannschaft war danach zum ersten Mal bei einem größeren internationalen Turnier vertreten. In der Endrunde der EM 2025 spielte sie im dritten Spiel der Gruppe C beim 3:2-Sieg über Dänemark.

## Anmerkung / Einzelnachweise
1. ↑  Statistik ab 2020
2. ↑  Klaudia Jedlinska en renfort offensif au DFCO ! auf dfco.fr
3. ↑  Klaudia Jedlińska arrive au Paris FC ! auf parisfc.fr
4. ↑  Jedlińskas Länderspieldebüt auf soccerdonna.de
5. ↑  Jedlińskas EM-Qualifikationsspiele 2018/19 auf soccerdonna.de
6. ↑  Vietnam women’s team comes to Poland auf en.vff.org.vn
7. ↑  Spielpaarung auf polishfootballalmanac.net/22-23-Womens-U23-Matchday-Poland-Vietnam.html
8. ↑  Jedlińskas A-Länderspieldebüt auf soccerdonna.de
9. ↑  Jedlińskas A-Länderspieltordebüt auf int.soccerway.com

| Personendaten    | Personendaten              |
| ---------------- | -------------------------- |
| NAME             | Jedlińska, Klaudia         |
| KURZBESCHREIBUNG | polnische Fußballspielerin |
| GEBURTSDATUM     | 9. Februar 2000            |
| GEBURTSORT       | Bełchatów, Polen           |